# MOON SIGNAL
《MOON SIGNAL》是声優組合sphere的第6張單曲，於2010年10月20日由GloryHeaven發行。

## 概要
- 和前作《Now loading...SKY!!》、《REALOVE:REALIFE》一樣大約3個月的發行。
- 初回限定盤有《MOON SIGNAL》的PV收錄在DVD裹。
- 電視動畫《少女妖怪 石榴》和pachisro《姊妹尋找2 〜魔劍的騎士和白色銀的女巫〜》的主題曲。

## 收錄曲
1. MOON SIGNAL 
作詞：畑亜貴、作曲・編曲：虹音
  - 電視動畫《少女妖怪 石榴》主題曲
2. 作詞：こだまさおり、作曲：三浦誠司、編曲：齋藤真也
  - pachisro《姊妹尋找2 〜魔劍的騎士和白色銀的女巫〜》主題曲
3. MOON SIGNAL（Off Vocal）
4. クライマックスホイッスル （Off Vocal）

## DVD(初回限定盤)
1. MOON SIGNAL（音樂錄影帶）

## 外部網站
- Pl@net sphere （页面存档备份，存于）（sphere 公式網站）